# Stan Gheorghiu
Stan Gheorghiu (n. 21 martie 1949 – d. 10 februarie 2016) a fost un jucător și antrenor de fotbal român. A debutat la șaisprezece ani ca portar la echipa locală Gloria CFR Galați care evolua în Divizia C. După efectuarea stagiului militar, Gheorghiu s-a transferat  la FCM Galați cu care a promovat în Divizia A în 1974; a fost poreclit „Banks” datorită asemănării sale fizice cu portarul englez Gordon Banks. În 1975, a debutat la UTA Arad într-o înfrângere cu Jiul Petroșani, înlocuindu-l pe Silviu Iorgulescu; a jucat optsprezece meciuri pentru echipă. S-a retras la vârsta de treizeci și trei de ani în urma unei accidentări, ultima echipă pentru care a apărat fiind Unirea Focșani; aici a marcat șaptesprezece goluri, toate din penalti.
A antrenat echipele Unirea Focșani, FC Panciu, Foresta Gugești și FCM Adjud, pentru prima din acestea ocupând și postul de președinte de club în două rânduri. A fost observator al Federației Române de Fotbal, iar în perioada 1991 – 2010 a fost președintele Asociației Județene de Fotbal Vrancea.
Gheorghiu a murit la vârsta de 67 de ani, în urma unui infarct miocardic.